# Cijevna (wieś)
Cijevna (cyr. Цијевна) – wieś w Czarnogórze, w gminie Podgorica. W 2011 roku liczyła 61 mieszkańców.